# Polarvide
Polarvide (Salix polaris) är en växtart i familjen videväxter. 